# 康凱 (中国の俳優)
康 凱(カン・カイ、Kang Kai、1972年3月1日 －)は、中国の俳優、スタントマン及びアクション監督。

## 概要
北京市出身。身長184cm、体重118kgという体格を活かして、『三国志 Three Kingdoms』張飛役、『水滸伝』李逵役、『項羽と劉邦 King's War』樊噲役など、中国史上に名高い豪傑を多数演じている。

## 出演作
- 三国志 Three Kingdoms
- 水滸伝
- 項羽と劉邦 King's War
- 岳飛伝
- 大宋伝奇之趙匡胤（日本未公開）